# Microdactylon
Microdactylon là chi thực vật có hoa trong họ Apocynaceae.